# Contattologia
La contattologia è la disciplina che studia la tecnica dell'applicazione delle lenti a contatto, i materiali con cui vengono costruite e il loro funzionamento. Chi pratica la contattologia è detto contattologo, generalmente un ottico specializzato in contattologia o un optometrista.

## Storia
La contattologia è una disciplina relativamente giovane, nata nella seconda metà del XIX secolo ad opera di alcuni studiosi tedeschi. L'invenzione della lente a contatto è impropriamente accostata al nome di Leonardo da Vinci che pare sviluppò l'idea di accostare un mezzo ottico direttamente sull'occhio (una bacinella sferica riempita con acqua). La prima concreta proposta di lente a contatto è del XIX secolo più tardi ed è attribuita a Herschel.
All'inizio del 1900 sono reperibili lenti a contatto sclerali in vetro. Negli anni 1930 si diffonde il polimetilmetacrilato o plexiglas che è rapidamente usato per la costruzione delle prime lenti a contatto corneali commerciali in "plastica". 
Una diversa plastica idrofila e morbida (idrogel poliHEMA o polymacon), con specifica procedura di lavorazione, è scoperta a fine degli anni 1950. Le lenti a contatto morbide in polymacon sono state diffuse commercialmente nel 1971. 
Con l'adeguamento tecnologico oggi è possibile reperire lenti monouso e multiuso che possono essere portate da un giorno (daily wear) fino a 30 giorni in modo continuativo giorno-e-notte (continuous wear). Una lente idrofila è usata da un solo giorno fino ad alcuni mesi (con apposita manutenzione) prima di essere gettata. Una lente rigida può essere usata (con apposita manutenzione) per alcuni anni. 
Attualmente l'uso di lenti a contatto è molto comune e si calcolano oltre 100 milioni di portatori. Il mercato europeo è di circa del valore di 4610 milioni di dollari ed è in crescita.
Le lenti contatto sono ora un dispositivo medico nella Unione Europea, senza destinazione medica, ma che implica l'attività di operatori con specifica qualifica. La vendita in Italia è svolta dall'ottico. 
Purtroppo, un uso delle lenti a contatto anche fuori dell'intervento professionale in contattologia è frequente e mette a serio rischio la salute oculare, a causa di una gestione inadeguata per modalità d'uso e igiene. In periodo di pandemia COVID le lenti a contatto sono state erroneamente considerate via di diffusione del contagio, evento invece potenzialmente associato a scarsa pulizia delle mani (e non alle lenti a contatto).